# قصر (فیلم ۱۹۶۸)
قصر (آلمانی: Das Schloß) فیلمی محصول آلمان غربی است که در سال ۱۹۶۸ منتشر شد. از بازیگران آن می‌توان به ماکسیمیلیان شل اشاره کرد.